# Tibor Oross
Tibor Oross, madžarski rokometaš, * 1959, † 1998.
Leta 1988 je na poletnih olimpijskih igrah v Seulu v sestavi madžarske rokometne reprezentance osvojil 4. mesto.